# Zenne Groep
De Zenne Groep (sic) is een set van gesteentelagen in de ondergrond van het midden en noordwesten van België. De groep bestaat uit drie formaties uit de tijdperken Ypresien en Lutetien (Vroeg-Eoceen, 50 tot 40 miljoen jaar oud). Deze formaties hebben gemeen dat ze in ondiep mariene omstandigheden gevormd zijn.
De drie formaties:
- de Formatie van Aalter bestaat uit groenige zanden en kleien en komt voor in Oost- en West-Vlaanderen.
- de Formatie van Brussel bestaat uit mergels en zanden en komt voor in Vlaams- en Waals-Brabant, Henegouwen en Namen.
- de Formatie van Lede bestaat uit kalkige zanden en is bijna in geheel centraal België te vinden.

Boven de Zenne Groep liggen de mariene zanden en kleien van de Laat-Eocene Formatie van Maldegem, die niet bij een stratigrafische groep is ingedeeld. Vrijwel overal liggen de afzettingen van de Zenne Groep zelf boven op die van de eveneens Vroeg-Eocene Ieper Groep.